# Olenecamptus griseipennis
Olenecamptus griseipennis är en skalbaggsart som först beskrevs av Maurice Pic 1932.  Olenecamptus griseipennis ingår i släktet Olenecamptus och familjen långhorningar. Inga underarter finns listade i Catalogue of Life.